# Acer Iconia Tab A100
ICONIA TAB A100（アイコニア タブ エー100）は、Acerによって2011年2月14日に発表された、Androidベースのタブレット型端末である。日本国内ではAndroid 3.2(Honeycomb)で発売されている。10.1インチの姉妹機Iconia Tab A500がある。

## 概要
本製品は電子コミックを読むのに適していることから、マンガロイドとも呼ばれている。液晶パネルは解像度1024ｘ600の7インチTN液晶パネルを搭載しており、ゴリラガラスを採用している。
カメラはフロントに200万画素、バックにはオートフォーカスとフラッシュを備えた500万画素のカメラをそれぞれ搭載している。
センサーは照度センサー、加速度センサー、ジャイロセンサー、GPS、電子コンパスを搭載している。ただしUSBにはホスト機能はない。マウスや、キーボードはBluetoothで接続することとなる。

### プリインストールアプリケーション
- Google Mobile Service
- clear.fi
- Acer Media
- Docs To Go
- LumiRead
- Social Jogger
- Planner、ICONIA media2U
- 手塚治虫マガジン倶楽部
- ATOK for Android
- Solitaire
- NVIDIA TegraZone Games
- Top HD Games
- GREE